# Franz Thoma (Orgelbauer)
Franz Thoma (getauft 10. August 1746 in Unterhalden bei Buchenberg; † 9. Februar 1817 in Aitrang) war ein deutscher Orgelbauer.

## Leben und Wirken
Thoma heiratete in Aitrang am 23. November 1778 Anna Barbara Freiwiß (* 16. Mai 1753; † 13. Januar 1803), die Tochter des Orgelbauers Balthasar Freiwiß. Es ist davon auszugehen, dass sein Meister ihn geschätzt hat, indem er ihm erlaubte seine Tochter zu heiraten und ihn zum Nachfolger seiner Werkstatt machte. Die übernahm er 1783 nach dem Tod von Freiwiß. Aus der Ehe sind zehn Kinder hervorgegangen. Wenige Wochen nach dem Tod seiner ersten Ehefrau heiratete er am 21. Februar 1803 ein weiteres Mal: Theresia Widmayr († 18. Juni 1846) aus Lotterberg. Mit ihr hatte er weitere fünf Kinder. Die meistens Kinder starben früh. Am längsten überlebte Tochter Josepha Barbara (1807–1880). Sie lebte zeitlebens in Aitrang im „Orgelmacher“-Haus Nr. 21.
Die bekannteste Orgel von Thoma ist die in Schlehdorf. Sie wurde 1997–2000 von Münchner Orgelbau Johannes Führer restauriert und auf den Zustand der Erbauung durch Thoma zurückgeführt. Wie viele Orgeln aus der Zeit im süddeutsch-alpenländischen Raum hat sie im Pedal nur 12 Pfeifen für die 18 Töne von C–f0 (repetierend ab c0).

## Werkliste (Auszug)
- Karte mit allen Koordinaten:
- OSM |
- WikiMap

| Jahr | Ort                    | Gebäude                     | Bild | Manuale | Register | Bemerkungen |
| ---- | ---------------------- | --------------------------- | ---- | ------- | -------- | --- |
| 1782 | Weilheim in Oberbayern | Mariae Himmelfahrt Standort |      | II/P    | 22       | nicht erhalten; 1864 ersetzt durch Neubau von Max Maerz.                                                              |
| 1782 | Eching am Ammersee     | St. Peter und Paul Standort |      | I/P     | 9        | 2000 Neubau von Rudolf Kubak im alten Gehäuse.                                                                        |
| 1783 | Schlehdorf             | Kloster Schlehdorf Standort |      | II/P    | 18       | 2000 Rückführung auf den Zustand der Erbauung durch Münchner Orgelbau Johannes Führer → Orgel                         |
| 1786 | Ettal                  | Kloster Ettal Standort      |      | II/P    | 12       | Orgel im Chorsaal des Klosters;1803 für 400 fl. nach Bayerniederhofen verkauft, Anfang 20. Jhdt. durch Neubau ersetzt |
| 1800 | Ohlstadt               | St. Laurentius Standort     |      | I/P     | 12       | 1975 Umbau und Erweiterung auf II/18 im alten Gehäuse durch Günter Ismayr. → Orgel                                    |
| 1803 | Lermoos                | St. Katharina Standort      |      |         |          | |
| 1804 | Serfaus                | Mariä Himmelfahrt Standort  |      |         |          | |
| 1805 | Tösens                 | St. Laurentius              |      |         |          | |